# Plainview (Kalifornia)
Plainview – jednostka osadnicza w Stanach Zjednoczonych, w stanie Kalifornia, w hrabstwie Tulare.